# Pulse par seconde
Un signal Pulse par seconde en abrégé PPS est un signal électrique de forme carré transmettant une information de temps dans un câble.

## Caractéristiques
La notation du signal indique le nombre de pulse émis et la durée de répétition, par exemple :
- 1PPS : 1 pulse par seconde[1] (le plus courant[2]).
- 10PPS : 10 pulses par seconde.
- 1PPM : 1 pulse par minute[1].
- 1PPmS : 1 pulse par milliseconde[3].

La synchronisation est réalisée sur le front montant du pulse. Pour le reste, le PPS n'est pas normalisé : chaque utilisateur peut définir l'amplitude des créneaux (le niveau 5 V TTL est courant) ou le rapport cyclique du signal carré. L'impédance de sortie est souvent de 50 Ω afin d'être adaptée à celle des câbles coaxiaux.
Un exemple de définition complète d'un 1PPS est donné par les spécifications d'interface des récepteurs GPS pour l'armée américaine : le front montant est synchronisé sur le début de la seconde du temps TU, la durée du front montant doit être inférieure à 20 ns, l'amplitude est de 10 V avec un niveau bas à 0 V, la durée du pulse est 20 µs et l'impédance de ligne est de 50 Ω.

## Précision
Par rapport aux autres sorties de mesure du temps (IRIG, signaux 10 MHz ou 100 MHz), le point fort du PPS est sa simplicité : il suffit d'un oscilloscope pour observer et mesurer le décalage entre deux PPS. Mais il est moins précis que des signaux plus hautes fréquences.
Intrinsèquement, la précision d'un PPS (provenant d'une référence de temps supposée parfaite) dépend de la raideur du front montant, de la longueur du câble de transmission (le plus court étant le mieux) et de l'électronique de détection;  soit pour un front montant durant 0,5 ns une précision maximale de l'ordre de 0,1 ns. En pratique, sa précision est celle de la référence qui le génère. Les appareils pouvant fournir un PPS sont des horloges atomiques, des références de temps/fréquence synchronisées sur des signaux radios ou les signaux GPS. Par exemple, l'erreur du 1PPS d'un récepteur GPS spécialisé dans la mesure du temps est inférieure à 50 ns. Il est aussi possible de faire émettre un 1PPS sur le port série d'un simple ordinateur tournant sous Linux. En recevant par internet les données d'un serveur NTP distant, un 1PPS synchronisé sur le temps TU est obtenu avec une précision de l'ordre de la milliseconde.

## L'expérience OPERA
Un signal PPS est indirectement dans l'actualité entre 2011 et 2012 avec l'expérience OPERA destinée à étudier les neutrinos. Le 23 septembre 2011, la collaboration OPERA annonce que la vitesse des neutrinos a été mesurée supérieure à la vitesse de la lumière, ce qui est en contradiction avec la théorie de la relativité d'Einstein. Cette annonce et ses suites ont une couverture médiatique très importante.
À la suite des vérifications de l'installation début 2012, il est démontré que la mauvaise connexion d'une fibre optique à un ordinateur a causé une erreur de 74 ns sur la mesure du temps de parcours des neutrinos. Cette fibre optique longue de 8,3 km transporte un signal de synchronisation 1PPmS généré par un récepteur GPS en surface vers le détecteur de neutrinos souterrain de Grand Sasso. Après réparation, la vitesse des neutrinos est mesurée de nouveau et est conforme à la théorie de la relativité.